# Ginesta de tintorers
La ginesta de tintorers o ginestola tinctòria (Genista tinctoria) és una espècie del gènere Genista pertanyent a la família de les fabàcies.

## Descripció
Petit arbust camèfit i nanofaneròfit de fins a 60 cm d'alçada, ramificat des de la base en tiges amb 5 costelles longitudinals. Les fulles són simples i lanceolades. Les inflorescències són raïms terminals de 3-15 flors, més o menys densos. El calze és campanulat i bilabiat, amb els dos llavis iguals. El fruit és un llegum oblong i aplanat. La seua època de floració va des d'abril fins a juliol.

## Hàbitat
Creix en llocs humits o entollats amb qualsevol vegetació: pastures mesòfiles, prats de dall, marges de rius o de basses, boscos de ribera, etc.

## Distribució
Aquesta espècie és originària del centre i oest d'Àsia, i va ser cultivada com a tintòria durant l'edat mitjana a tot Europa. Per aquesta raó, és difícil saber si les poblacions que es poden trobar són natives o són les restes d'antics cultius. La seua distribució és eurosiberiana. Podem trobar aquesta espècie als territoris dels Països Catalans a Barcelona, Girona i Lleida. També existeixen poblacions al País Valencià, encara que només a València.

## Usos
Va ser a partir d'aquesta planta que la isoflavona genisteïna va ser aïllada per primera volta l'any 1899, i d'ací el nom del compost químic. Les parts medicinals són les rames de floració.
És un laxant, estimulant diürètic, vasoconstrictor. El te actua com un purgant suau. Estimula el sistema nerviós central, la seua acció és comparable a la de la nicotina. També eleva la pressió sanguínia per constricció dels vasos sanguinis i consegüentment no deu ser utilitzat per persones amb pressió arterial alta. La tintura o l'extracte pot ser utilitzat externament contra l'herpes.

## Citologia
Nombre cromosomàtic de Genista tinctoria (Fam. Leguminosae) i tàxons infraespecífics = Genista tinctoria L.: n=24; 2n=48.
Genista tinctoria var. elata L.: n=48; 2n=96.

## Galeria

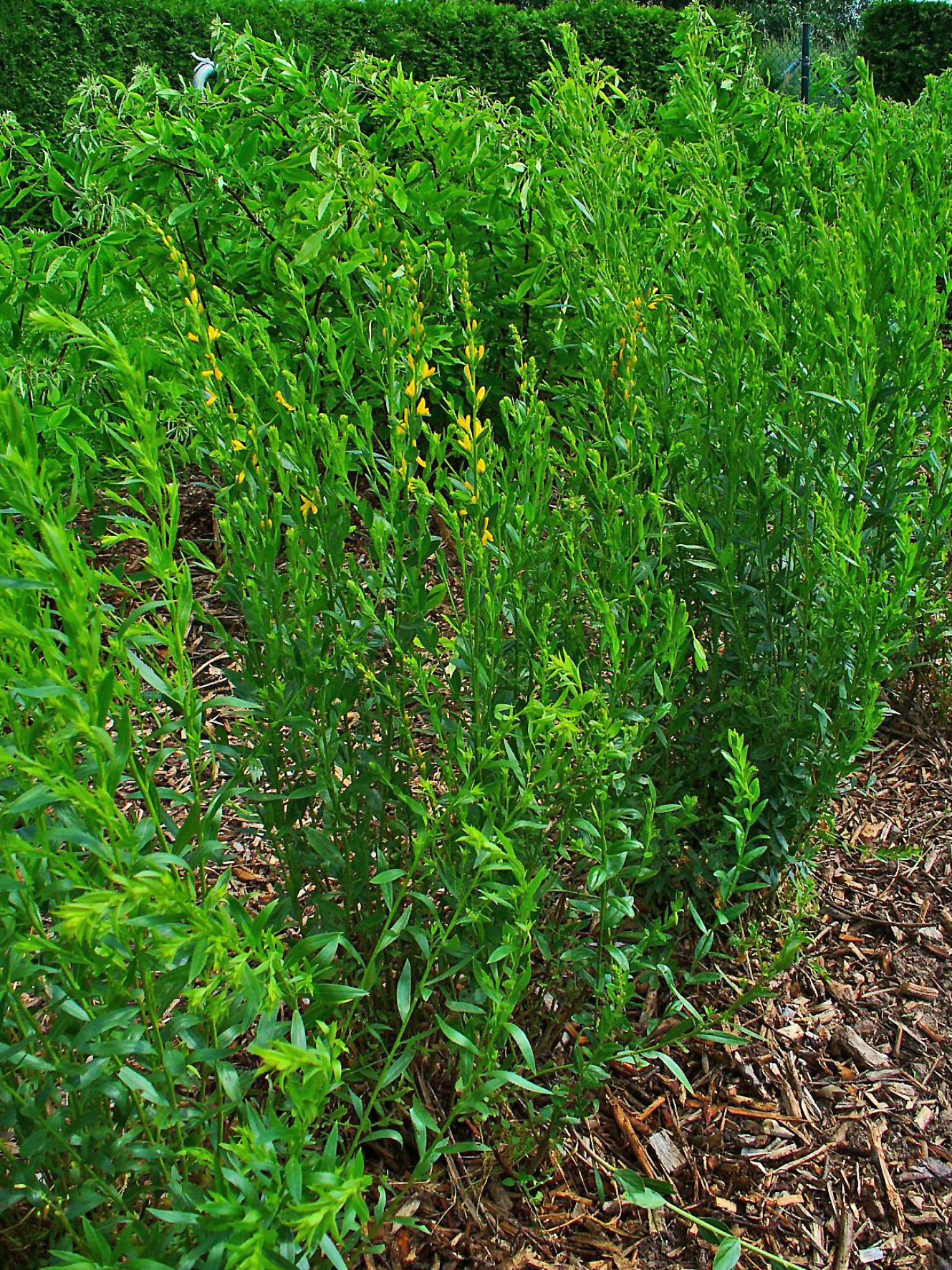
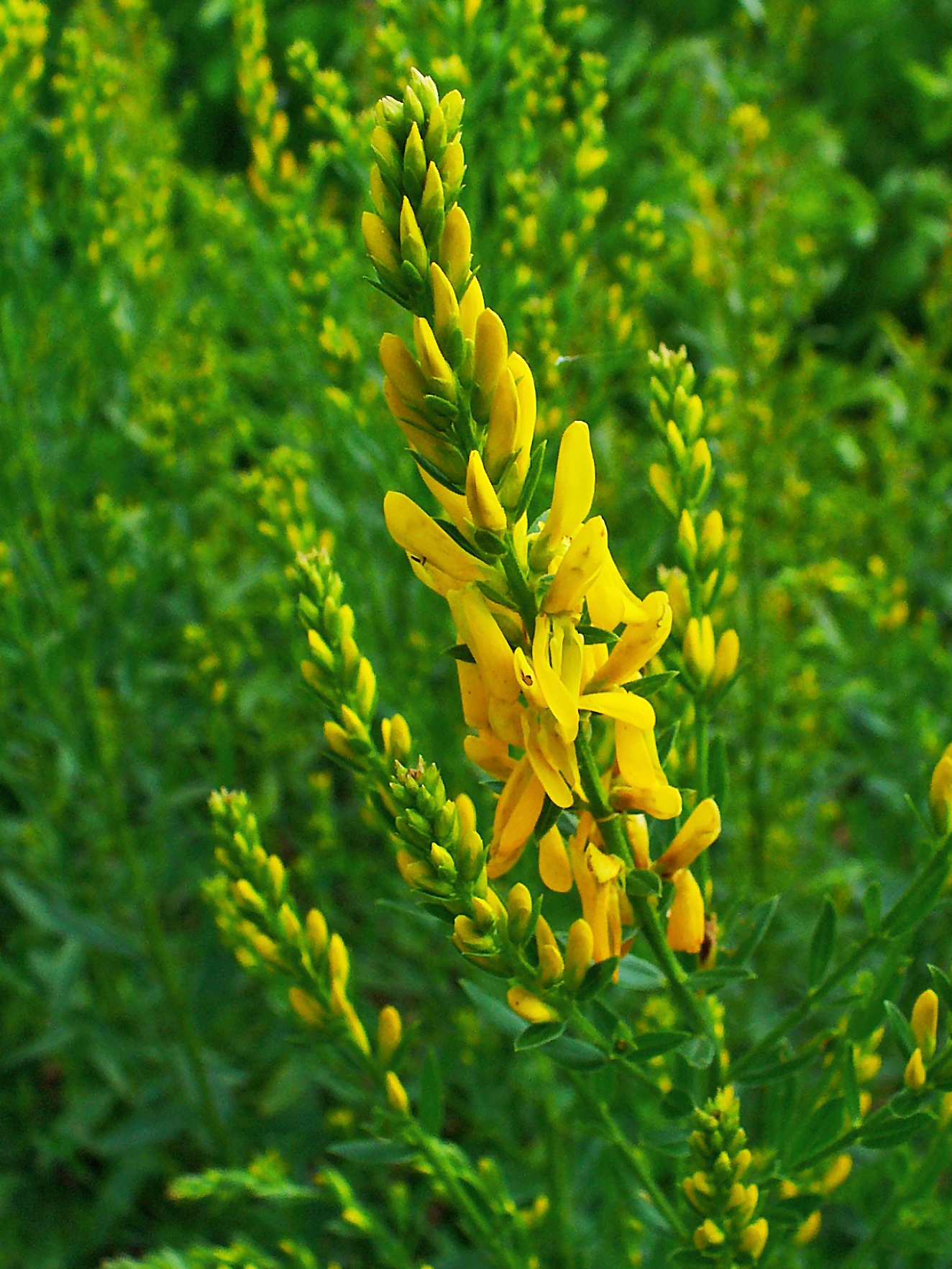
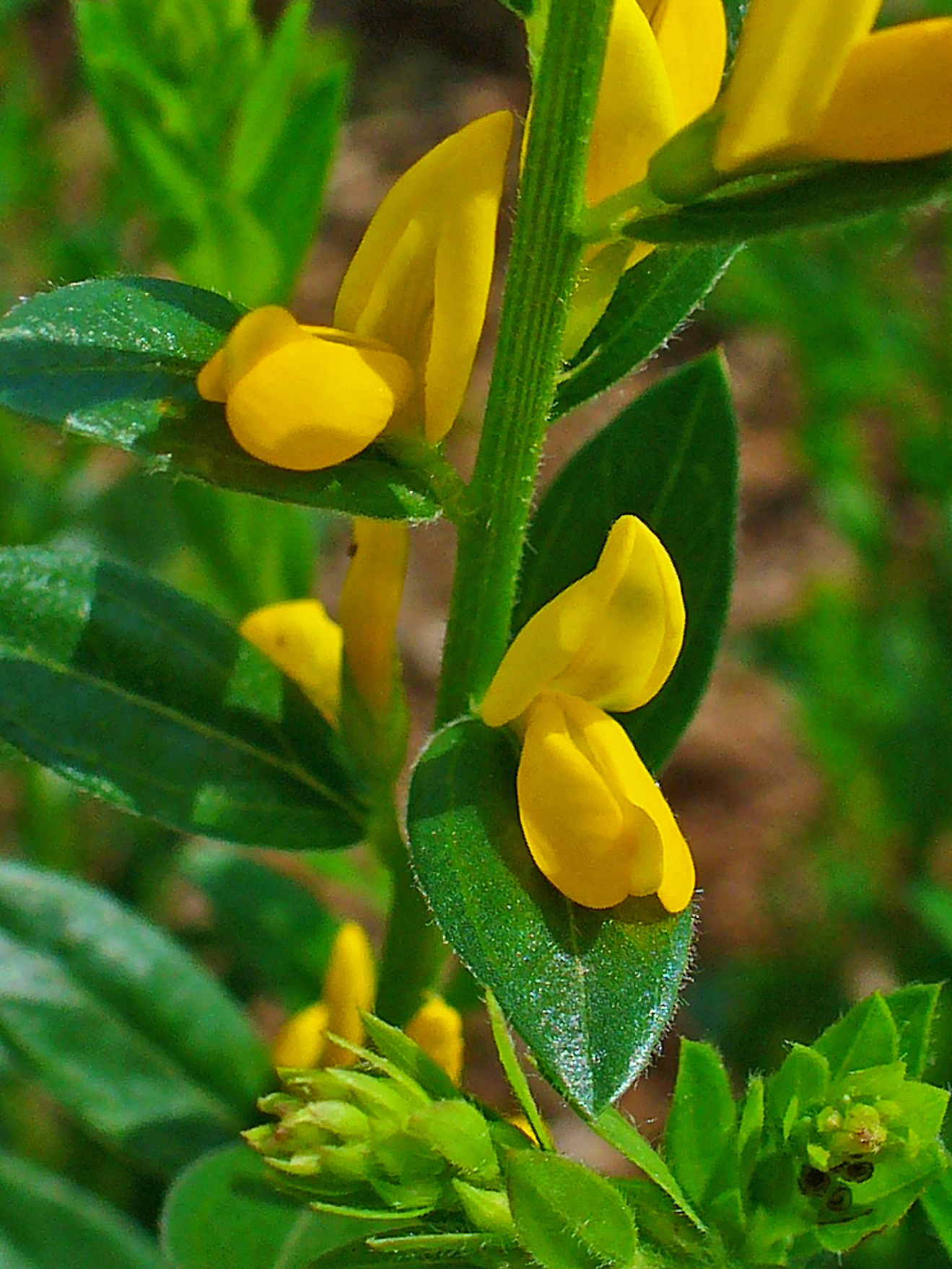
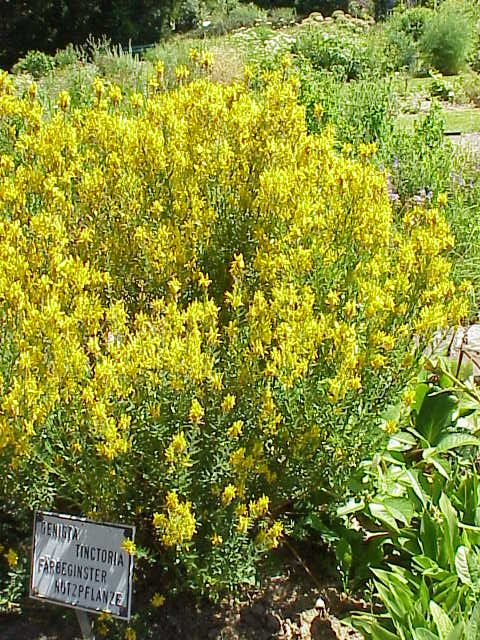
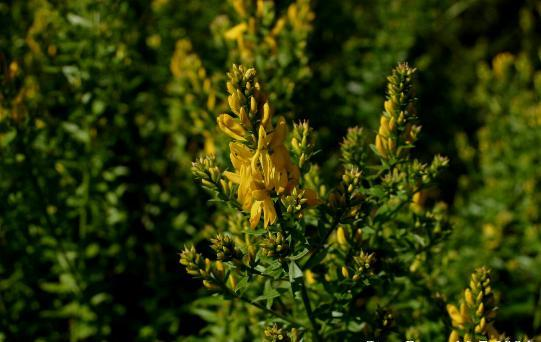
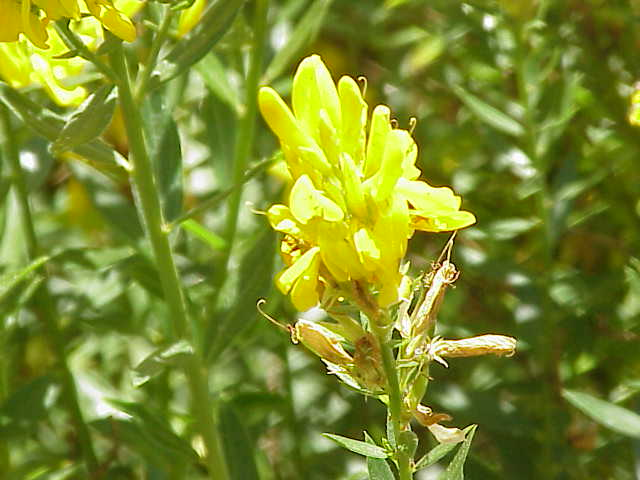
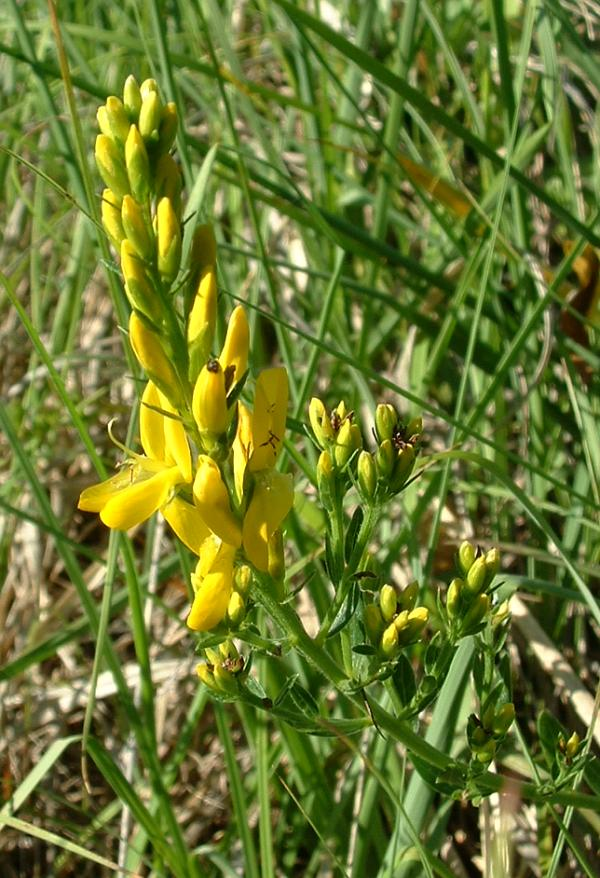
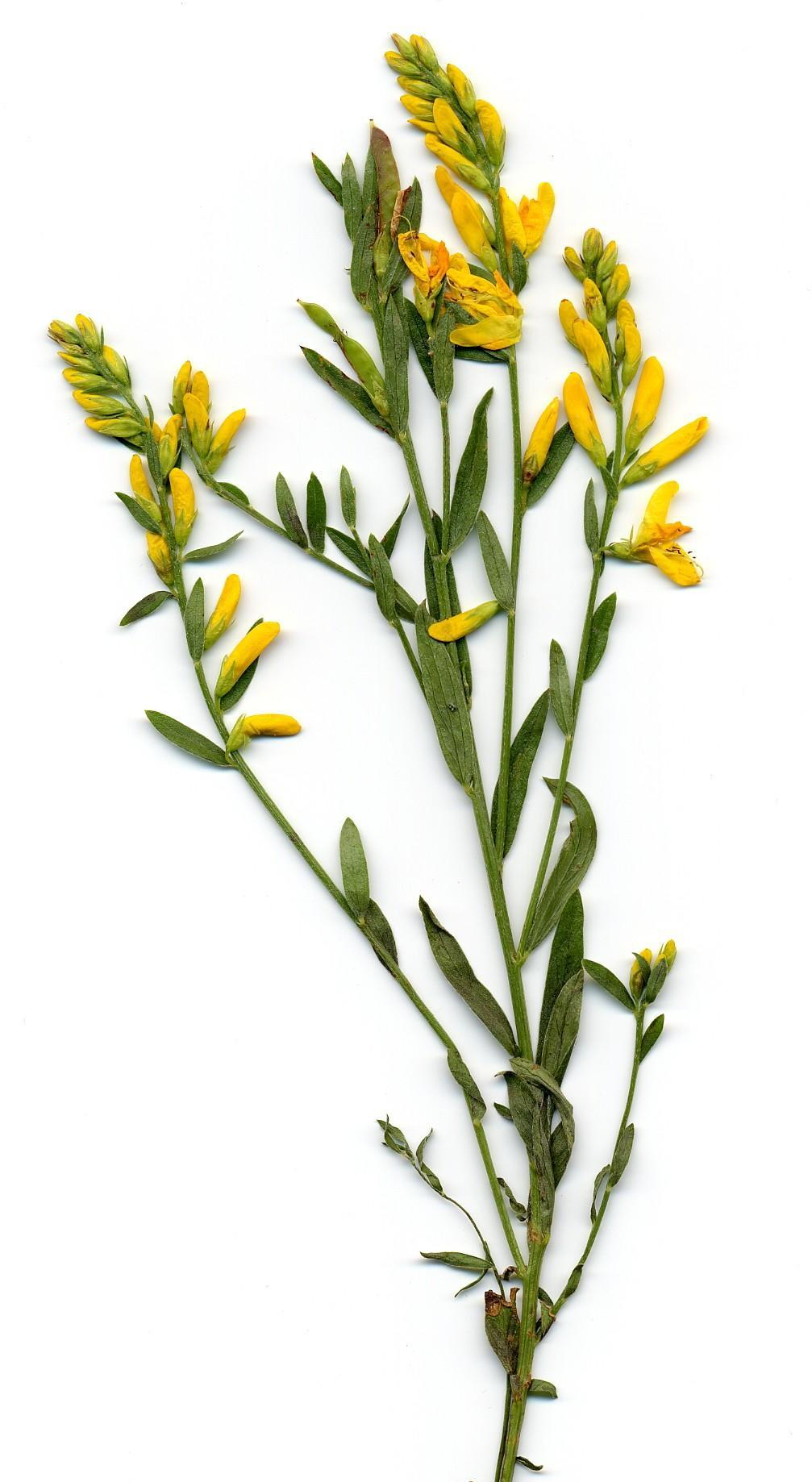
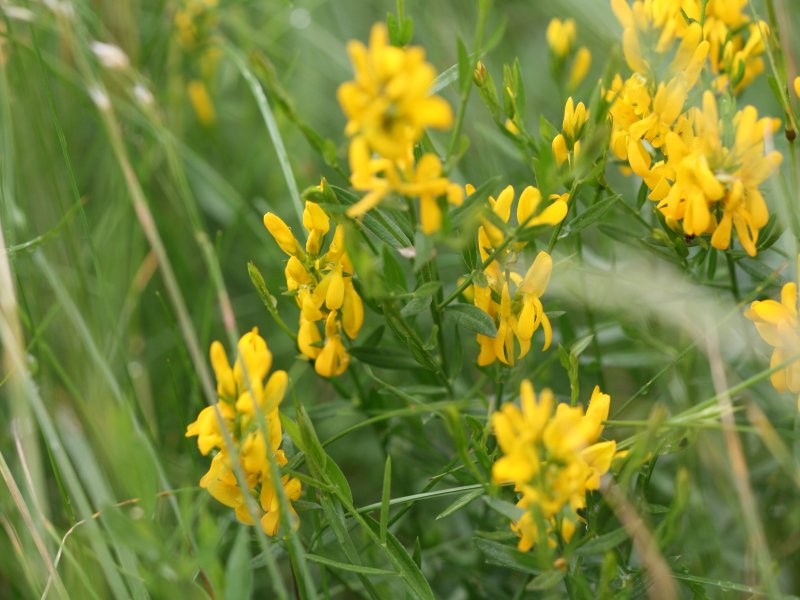
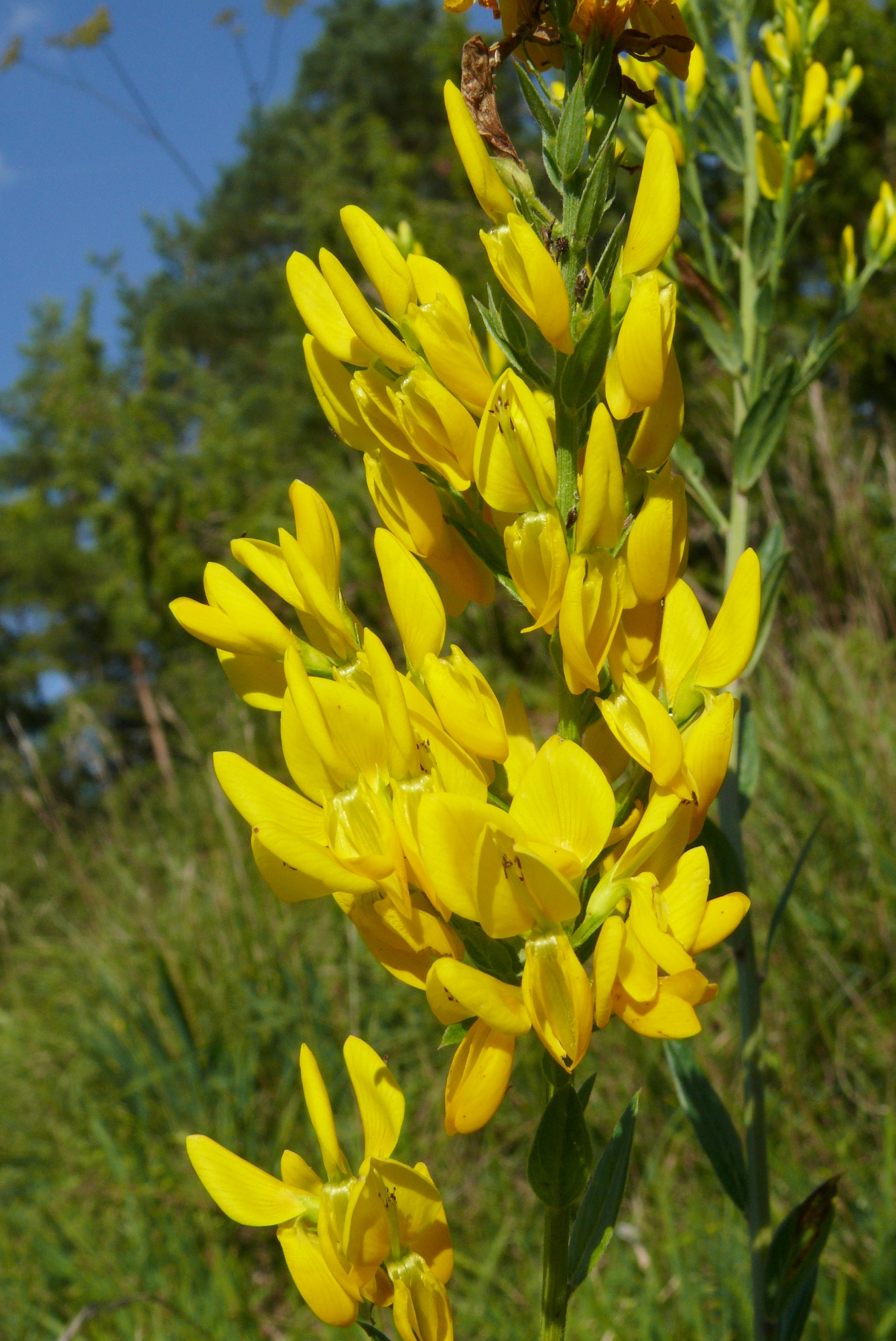
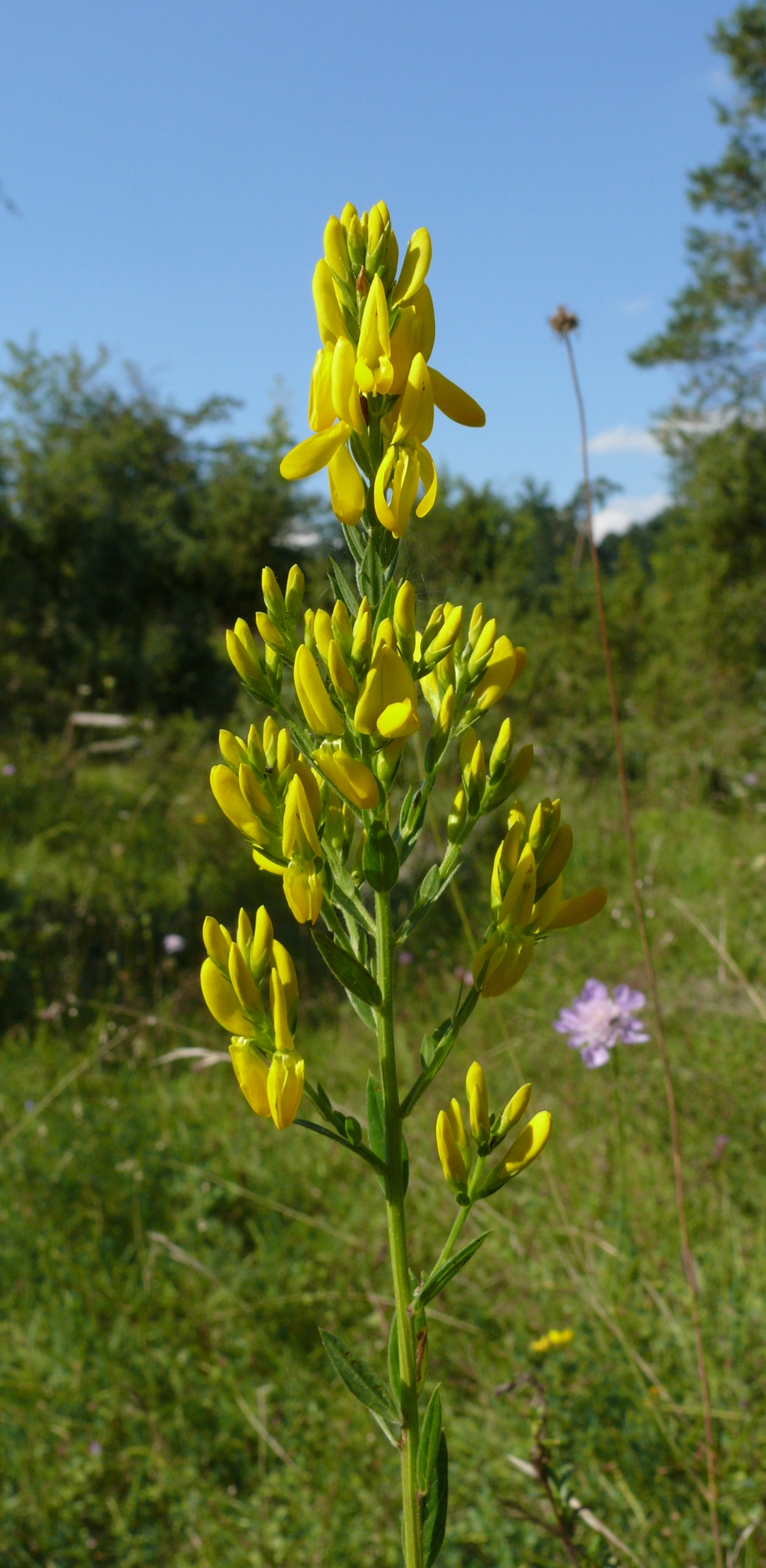
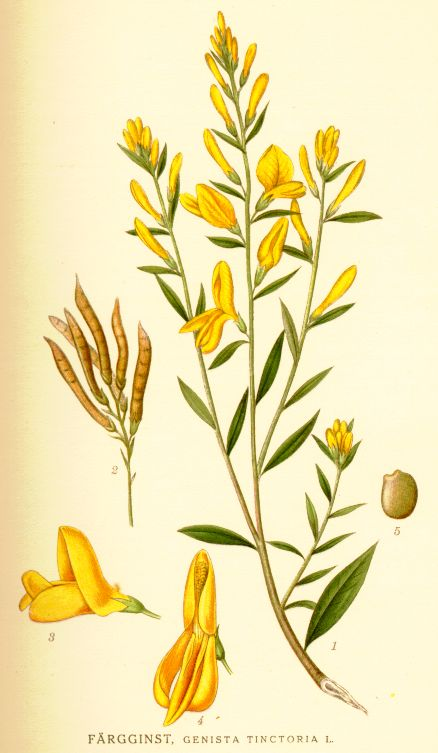